# Explícale (canción de Yandel)
«Explícale» es una canción del cantante puertorriqueño Yandel en colaboración del cantante puertorriqueño Bad Bunny que se desprende de su quinto álbum de estudio Update. Fue lanzado digitalmente el 11 de agosto de 2017 bajo Sony Music Latin como el segundo sencillo del disco. La canción fue producida por DJ Luian y Mambo Kingz.

## Vídeo musical
El vídeo musical del sencillo se estrenó el 11 de agosto de 2017, y fue dirigido por Fernando Lugo y filmado en Miami, Florida. "Explícale" presenta un audiovisual en el cual los intérpretes relatan la historia de un hombre que tiene relaciones con una mujer que tiene su pareja, en medio de toda la controversia y de la seducción, también le pide que le cuente todo lo que pasa entre en ellos.

## Posicionamiento
| Título      | Año  | Posiciones | Posiciones | Posiciones |
| Título      | Año  | USLatin    | SPA        | VEN        |
| ----------- | ---- | ---------- | ---------- | ---------- |
| "Explícale" | 2017 | 29         | 58         | —          |

## Créditos
Créditos aceptados con Tidal.
- Miguel Correa - Assistant Engineer
- Edwin Díaz - Assistant Engineer
- Andre Mendoza - Assistant Engineer
- Roberto "Tito" Vázquez (Earcandy) - Recording Engineer
- Mike Fuller - Mastering Engineer
- Luian Malavé Nieves (DJ Luian) - Productor
- John E. Pérez - Productor
- Edgar Semper - Productor
- Xavier Semper - Productor
- Lorenzo Braun - Productor
- Andrés Wolf - Productor
- Benito Martínez Ocasio (Bad Bunny) - Voz
- Llandel Veguilla Malavé (Yandel) - Productor ejecutivo, voz